# Łasicokształtne
Łasicokształtne (Musteloidea) – parworząd ssaków z podrząd psokształtnych (Caniformia) w obrębie rzędu drapieżnych (Carnivora) wyodrębniona z powodu podobieństw w budowie czaszki i uzębienia.

## Podział systematyczny
Do parworzędu należą następujące rodziny:
- Ailuridae J.E. Gray, 1843 – pandkowate
- Mephitidae Bonaparte, 1845 – skunksowate
- Mustelidae G. Fischer, 1817 – łasicowate
- Procyonidae J.E. Gray, 1825 – szopowate

Rodzaje wymarłe o niepewnej pozycji systematycznej i nie sklasyfikowane w żadnej z powyższych rodzin:
- Acheronictis Hayes, 2000[5] – jedynym przedstawicielem był Acheronictis webbi Hayes, 2000
- Arikarictis Hayes, 2000[6] – jedynym przedstawicielem był Arikarictis chapini Hayes, 2000
- Bathygale Wolsan, 1993[7] – jedynym przedstawicielem był Bathygale lemanensis (Pomel, 1853)
- Chaprongictis Peigné, Chaimanee, Yamee, Srisuk, Marandat & Jaeger, 2006[8] – jedynym przedstawicielem był Chaprongictis phetchaburiensis Peigné, Chaimanee, Yamee, Srisuk, Marandat & Jaeger, 2006
- Mustelavus Clark, 1936[9] – jedynym przedstawicielem był Mustelavus priscus Clark, 1936
- Mustelictis Lange-Badré, 1969[10]
- Plesictis Pomel, 1846[11]
- Pseudobassaris Pohle, 1917[12] – jedynym przedstawicielem był Pseudobassaris riggsi Pohle, 1917.